# トラビス・アウトロー
トラビス・アウトロー（Travis Marquez Outlaw, 1984年9月18日 - ）はアメリカ合衆国の元バスケットボール選手。ミシシッピ州スタークビル出身。ポジションはスモールフォワード。身長206cm。体重95.3kg。高卒選手の一人。

## 略歴
地元スタークビル高校を卒業後、カレッジには進まず2003年のNBAドラフトより1巡目23位指名を受けポートランド・トレイルブレイザーズに入団した。身体能力は光る物があったが、体の線が非常に細く技術的にも未熟な彼のルーキーイヤーはわずか8試合に止まった。その後はアウトサイドシュートを磨きプレイングタイムを年々増やしていった。
入団当初ブレイザーズの状況は荒んでおりプレーオフとは程遠い状況であったが、2007-08シーズンには若手を中心に再構築が始まった。彼はベンチスタートながら全試合に出場し平均13.3得点をあげた。特に重要な場面での出場が多くNBAシックスマン賞でも票を集めるなど確実に成長を見せている。2008年オフにはメンフィス・グリズリーズが彼に興味を示し、マイク・ミラーを引き合いにトレードを求めたが、ブレイザーズ側はこれを拒否したとの事である。

## プレイスタイル
206cmの長身と、まるでマサイ族のような長い手足にずば抜けたアスレチック能力が特徴的。跳躍力は折り紙つきで、助走ありでの垂直ジャンプは40インチ（約102cm）以上を記録し、噂ではバックボードの頂点にも手が届くのではないかと言われている。
体つきは細くナチュラルポジションはスモールフォワードである。しかし、試合ではスラムダンカーと言うよりはジャンプシューターとしてプレーしている。